# حسين أباد (بستك)
 حسين أباد  قرية صغيرة تتبع لـالبلدة المركزية (بالفارسية: بخش مركزى ) من توابع مدينة بستك وتقع في محافظة هرمزگان في جنوب إيران. إحدى قرى « إقليم گودة».

## السكان
يبلغ عدد سكان هذه القرية حسب تعداد السكان لعام 2006 للميلاد، (79) نسمه تشكل (20 عائلة)، من أهل السنة والجماعة وعلى المذهب الشافعي. يتكلون الفارسية باللهجة المحلية، القرية بها مسجد، وعدة برك لحفظ مياه الأمطار، إذا سالت الأودية أيام هطول الأمطار الموسمية.

## مهنة السكان
يمتهنون بمهنة الزراعة وتربية المواشي والأغنام، والجمال.

## وصلات خارجية
- التقسيمات الإدارية لمحافظة هرمزگان